# Masti – Seitensprünge lohnen nicht!
Masti – Seitensprünge lohnen nicht! (Originaltitel: Masti, übersetzt: „Spaß“, Alternativtitel (bei ZeeOne): Ein teuflischer Seitensprung) ist eine erfolgreiche Filmkomödie aus Bollywood aus dem Jahr 2004.

## Handlung
Meet, Prem und Amar sind die besten Freunde. Sie wollen das Leben genießen und für immer Junggesellen bleiben, doch Amar gibt als erster auf und heiratet Bindiya, die sehr herrisch ist und ihm vieles verbietet. Inzwischen sind auch Meet und Prem verheiratet. Prem hat Geeta geheiratet, die ihn anbetet wie einen Gott. Meet ist mit Aanchal zusammen, die ihn mit ihrem Handy überwacht und jede halbe Stunde anruft, wenn er nicht zu Hause ist.
Nach drei Jahren treffen sich die drei Freunde und berichten sich schamhaft von ihren unglücklichen Ehen. Daraufhin kommt Prem auf die Idee zur Abwechslung eine Affäre anzufangen. Die anderen folgen seinem Beispiel und bald hat jeder von ihnen eine Freundin. Doch als sie dann die Fotos vergleichen, kommt der große Schock: Sie alle daten dieselbe Frau – Monica.
Monica hat Fotos von all den Dates gemacht und erpresst damit nun die drei Jungs. Sie verlangt von jedem 1 Mio. Indische Rupien. Falls sie diese nicht auftreiben, erfahren die Ehefrauen von den Seitensprüngen ihrer Männer.
Bei der Übergabe des Geldes finden sie Monica tot auf. Sie bekommen Panik und verstecken Monica in einer abgelegenen Ruine. Ein paar Minuten später taucht Inspektor Sikander auf und wundert sich, weshalb sich die Jungs mitten in der Nacht dort aufhalten. Später findet er die Leiche von Monica und kommt auf Meet, Prem und Amar zurück. Alle drei leugnen, dass sie Monica kennen. Dann planen die drei Freunde in Monicas Wohnung einzubrechen um die Fotos verschwinden zu lassen, bevor Inspektor Sikander sie in die Hände bekommt.
Als sie die Fotos haben, werden sie nun von dem wahren Mörder erpresst, da er die Negative der Bilder hat. Außerdem hat Monicas Mörder Bilder von den Jungs wie sie Monica in der Ruine versteckten. Und so müssen sie ihm das Geld in zwei Tagen besorgen, welches sich allerdings nicht mehr in ihrem Besitz befindet.
Nach zwei Tagen haben sie das Geld noch immer nicht auftreiben können. Bei ihrem Treffpunkt, die Ruine, bitten sie den Mörder ihnen mehr Zeit zu geben. Zufälligerweise taucht Inspektor Sikander auf und wird skeptisch. Nun versuchen Meet, Prem und Amar den Inspektor zu überzeugen, dass der Unbekannte der wahre Mörder ist. Der Mörder zwingt Meet mit dem Wagen zu fliehen und eine Verfolgungsjagd beginnt. Als der Inspektor sie aufhält, entdeckt er die Bilder.
Amar, Prem und Meet werden festgenommen und auf der Wache kommt schließlich die ganze Wahrheit heraus. Die drei Ehefrauen haben ihren Männern einen Streich gespielt. Dies sollte den Jungs eine Lehre sein ihre Partnerinnen niemals zu betrügen. Prem, Amar und Meet sind so glücklich, dass dies alles nur ein Streich war, da sie nun gelernt hatten ihre Frauen während des ganzen Trubels richtig zu schätzen. Monica ist Aanchals Freundin und hat sich als Lockvogel ausgegeben und Inspektor Sikander ist in Wirklichkeit Bindiyas Bruder.

## Auszeichnungen
- Star Screen Award/Bester Komiker an Riteish Deshmukh (2005)
- Zee Cine Award/Bester Komiker an Riteish Deshmukh (2005)
- Bollywood Movie Award/Bester Komiker an Aftab Shivdasani (2005)